# Pardo suizo
La expresión parda suiza es alusiva a una raza de ganado lechero de Estados Unidos derivada de la parda alpina, originaria de los Alpes suizos.Existe una línea cárnica derivada de la parda alpina también llamada Braunvieh

## Características originales
Durante siglos se le seleccionó naturalmente por las características siguientes:
- Rusticidad
- Sanidad de patas y pezuñas
- Longevidad
- Buena fertilidad
- Tolerancia al calor y al frío

## Características ulteriores
En establos alpinos de la antigüedad adoptó características de:
- Mansedumbre máxima, lo cual propició su uso de triple propósito:

1. Leche
2. Carne
3. Tracción (se le utilizaba para arrastrar carros)

- Excelente calidad de leche:

Se le considera la raza quesera por antonomasia. Propició el origen de los famosos quesos suizos. Esto se debe a que su porcentaje de componentes sólidos es excelente: 4 de grasa + ≈4 de proteínas + 5 de lactosa. De estas cifras destaca la óptima relación, cercana a valores de 1:1, de grasa/proteína, además de bajo contenido de células somáticas.
Mejoramiento moderno
En países tales como los Estados Unidos, Italia y Alemania, además de la tradicional Suiza, modernamente se le han incorporado características de alta producción de leche, aunque se han mantenido sus cualidades tradicionales: excelente status sanitario, buena fertilidad, etcétera.
En países de  Sur America y Centroamérica es común verla en cruces con ganado Cebu [Gyr,Guzerat y Brahaman.
A nivel mundial, en importancia productiva, es el segundo hato lechero, detrás del Holstein-Friesian. Se ha difundido en muchas regiones del mundo. Su utilización resulta especialmente importante como raza pura o en cruzamientos en lugares de climas adversos, donde la producción de leche es más desafiante.